# Eumecichthys fiski
Eumecichthys fiski is een straalvinnige vissensoort uit de familie van lintvissen (Lophotidae). De wetenschappelijke naam van de soort is voor het eerst geldig gepubliceerd in 1890 door Günther.